# Anselme Florand
« Florand » redirige ici. Pour l’article homophone, voir Florent.
Anselme Florand (° en 1902 à Clairavaux- † en 1991 à Charlieu) a été député SFIO de la Creuse entre 1950 et 1955. 

## Biographie
D'abord député, en 1950, en remplacement de Roger Cerclier, décédé, et Paul Pauly, démissionnaire, il est élu en 1951. Surnommé le député paysan, Anselme Florand est élu maire de Clairavaux en 1953. À partir de 1956, après son mandat parlementaire, il se consacre à diverses activités dans le monde agricole du Limousin.

## Distinctions
- Officier de l'ordre du Mérite agricole
- Officier de l'ordre des Palmes académiques